# Mussy-la-Ville
Mussy-la-Ville (niem. Mutzich; lb. Missech, Misseg) – dzielnica (section) gminy Musson w Belgii, w Regionie Walońskim, w prowincji Luksemburg, w okręgu Virton. 1 stycznia 2020 roku liczyła 1714 mieszkańców. Do 31 grudnia 1976 r. samodzielna gmina. 

## Demografia
Liczba mieszkańców, stan na 1 stycznia:
| Rok                | 1930 | 1947 | 1961 | 2020 |
| ------------------ | ---- | ---- | ---- | ---- |
| Liczba mieszkańców | 842  | 817  | 839  | 1714 |